# 长冈乡调查旧址
长冈乡调查旧址位于江西省兴国县长冈乡长冈村，距兴国县县城4公里。旧址房屋座北朝南，土木结构，悬山屋顶，占地231平方米，分前、后两进，间有天井。前进红石门框，后进园顶红石拱门。1987年12月此旧址被江西省人民政府公布为省级文物保护单位，2006年6月作为兴国革命旧址的一部分被国务院公布为全国第六批重点文物保护单位。

## 历史
兴国县长冈乡是苏区时苏维埃政府工作的模范乡。1933年11月，毛泽东率领临时中央政府查团从瑞金来到兴国长冈乡，作了著名的“长冈乡调查”。当晚毛泽东在列宁小学召集乡干部和两三个农民开调查会，对长冈乡的政权建设、行政区划、扩红支前、经济建设以至文教卫生、群众生活等十九项工作作了详细调查，并总结了模范长冈乡的干部密切联系群众、关心群众生活、注意工作方法的先进经验。1934年1月，在瑞金召开的第二次全国工农代表大会上，印发了毛泽东的《长冈乡调查》，并发出了在全国创造“几千个长冈乡”的号召。
旧址原为长冈列宁小学，为两层楼房：一楼为列宁小学教室；二楼为临时中央政府检查团驻地。

## 毛主席作长冈乡调查纪念馆
旧址的附近在1977年建成开放了“毛主席作长冈乡调查纪念馆”，主要陈列毛泽东作长冈乡调查的历史资料和长冈乡干部密切联系群众，关心群众生活，注意工作方法，把长冈乡建成模范乡的经验。纪念馆占地7028平方米，有4个展厅，门厅是毛泽东作长冈乡田间调查的大型雕塑，展厅还有大量苏区时期的照片和实物。

## 长冈乡毛泽东旧居
旧址旁边的一所原为长冈乡苏维埃政府的房屋现辟为长冈乡毛泽东旧居。

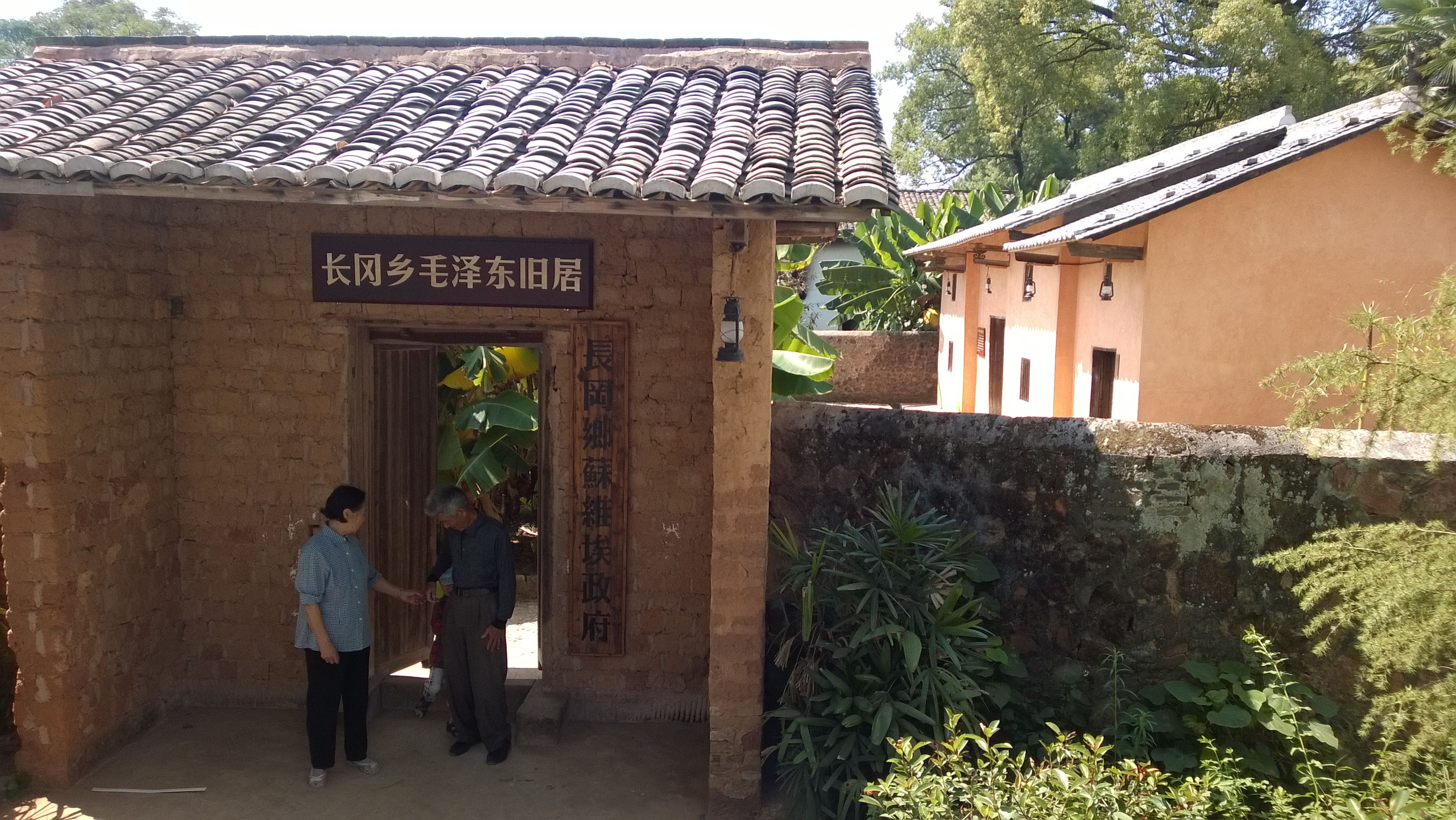
长冈乡毛泽东旧居门楼
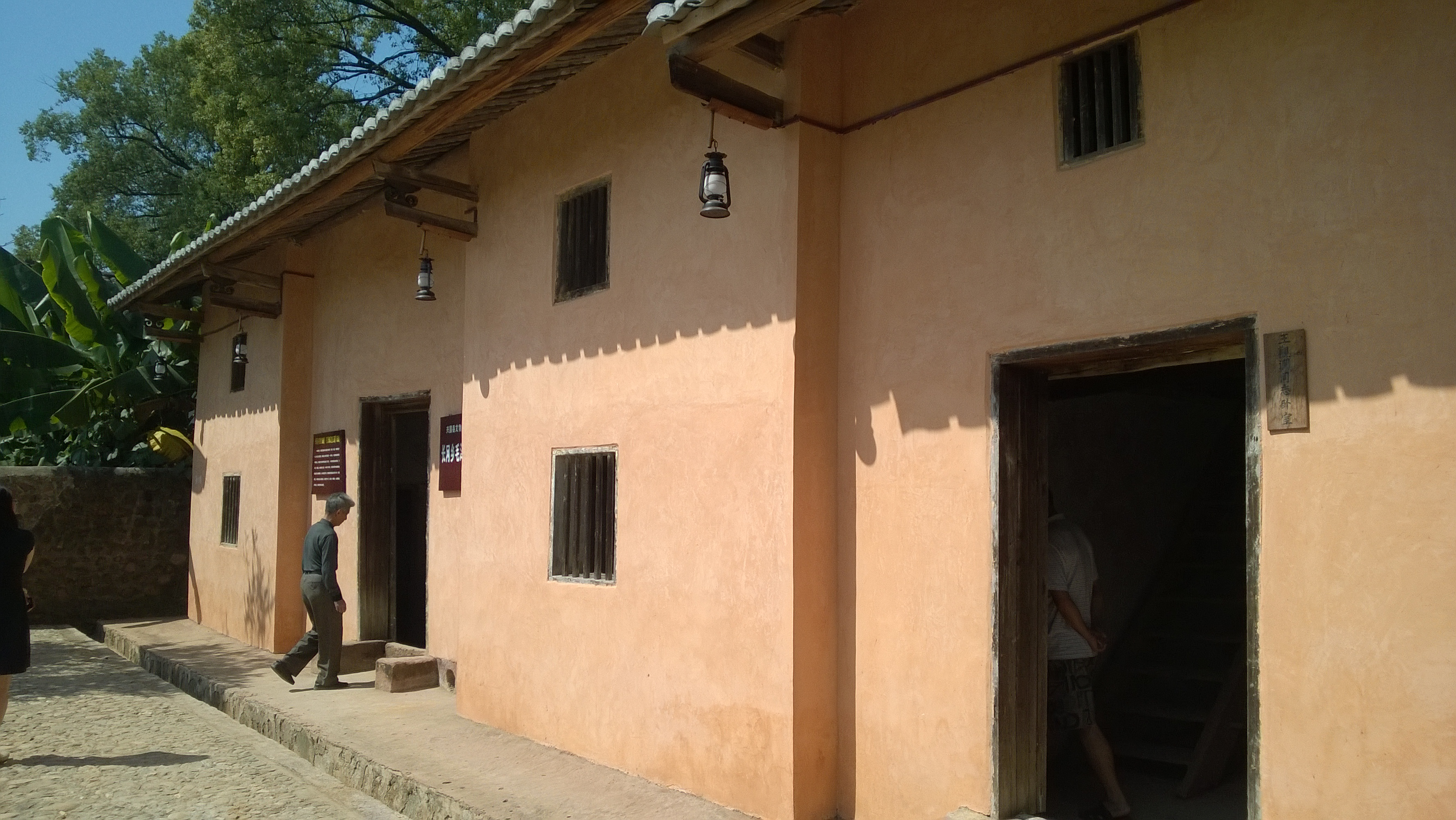
长冈乡毛泽东旧居正屋